# Segmentatie (biologie)
Segmentatie is de indeling van het bouwplan van een plant of dier in een reeks min of meer gelijke eenheden. Segmentatie is een van de meest basale organisatieprincipes in de ontwikkelingsbiologie en is mogelijk een voorouderlijk kenmerk van alle tweezijdig symmetrische dieren (Bilateria). Met name bij de geleedpotigen (Athropoda), chordadieren (Chordata) en ringwormen (Annelida) is sprake van een duidelijke segmentatie, hoewel de gesegmenteerde lichaamsdelen bij deze groepen op verschillende manieren tot stand komen.

## In het dierenrijk
Segmentatie komt voor in verschillende fyla van het dierenrijk, maar bij elk van deze groepen ontwikkelen de lichaamssegmenten zich op uiteenlopende manieren. Bij geleedpotigen zoals de fruitvlieg (Drosophila) ontstaan segmenten uit een gradiënt van signaalmoleculen (transcriptiefactoren) over de hele lichaamslengte. Gewervelde dieren zoals de zebravis gebruiken oscillerende genexpressie om de lichaamssegmenten achtereenvolgens aan te leggen. Ringwormen hebben een mechanisme waarbij zogenaamde blastcellen zich differentiëren tot de segmentale weefsels. Bij de weekdieren (Mollusca) is de segmentatie secundair verloren gegaan. 

### Metamere segmentatie
Metamere segmentatie of kortweg metamerie is de herhaling van organen en weefsels langs de lichaamsas van een dier. Metamerie is in wezen een mesodermaal fenomeen: de lichaamsspieren en het coeloom (beiden afkomstig uit het mesoderm) vormen de primaire segmentale verdelingen. Bij sommige metamere dieren is de segmentatie extern zichtbaar, maar bij andere (bijvoorbeeld Chordata) is externe segmentatie verloren gegaan en is de metamerie alleen te zien in het embryonaal stadium. Metamere segmentatie is vermoedelijk ontstaan als een aanpassing om het lichaam efficienter voort te bewegen.